# Medieval worlds
Medieval worlds. comparative & interdisciplinary studies is een dubbelblind peer-reviewed wetenschappelijk tijdschrift voor de mediëvistiek. Het wordt twee keer per jaar gepubliceerd in open access door de Austrian Academy of Sciences Press in opdracht van het Instituut voor Middeleeuwse Geschiedenis aan de Oostenrijkse Academie der Wetenschappen.
Het tijdschrift richt zich op interdisciplinair, transcultureel, en vergelijkend onderzoek naar de geschiedenis tussen ca. 400 en 1500 n.C., met een richtpunt op Europa, Azie, en Noord-Afrika. De oprichters en huidige hoofdredacteuren zijn Walter Pohl en Andre Gingrich.
Medieval worlds werd in 2015 opgericht met ondersteuning door het Oostenrijkse Wetenschapsfonds (FWF), als onderdeel van een project ter bevordering van innovatieve open-accesstijdschriften.
Het tijdschrift is geïndexeerd in CrossRef, DOAJ, ERIH PLUS, en EZB.

## Thema's
Medieval Worlds publiceert zowel open- als thema-uitgaven.
Vorige uitgaven hebben onder andere de volgende thema's behandeld:
- Comparison in Medieval Studies[6]
- Empires: Elements of Cohesion and Signs of Decay[7]
- The Genetic Challenge to Medieval History and Archaeology[8]
- Religious Exemption in Pre-Modern Eurasia, c. 300–1300 CE[9]
- Medieval Religious Polemic across Genres and Research Cultures[10]